# Lukáš Sáblík
Lukáš Sáblík (* 5. srpna 1976) je bývalý český hokejový brankář naposled hrající první hokejovou ligu za tým HC Dukla Jihlava.

## Kariéra

### 1991–2004
Lukáš Sáblík začal svoji hokejovou kariéru v týmu HC Dukla Jihlava, v sezóně 1995/96 si zde zahrál poprvé v Extralize ledního hokeje. Po dobu deseti let, kdy působil v jihlavské Dukle, hostoval ve dvou klubech: v týmu SK Horácká Slavia Třebíč a HC Zlín. V sezóně 2003/2004 se poprvé stěhoval do Karlových Varů, kde odehrál pouze dva zápasy kvůli silné konkurenci brankářů včetně Rudolfa Pejchara, Kamila Jariny, Marcela Kučery a Petra Fraňka.

### 2004–2006
Lukáš odešel na hostování do týmu HC Slovan Ústí nad Labem, kde si držel místo jedničky před Jiřím Zikmundem. V sezóně 2004/2005 vybojoval stříbrnou medaili, příští sezónu postoupil se Slovanem až do baráže o extraligu, kde Ústí prohrálo s týmem HC Vsetín.

### 2006/2007
V sezóně 2006/07 nastupoval opět za karlovarský hokejový klub, kde se pravidelně střídal s Lukášem Mensatorem. V této sezóně pomohl Energii k historicky prvnímu postupu do předkola play-off, kde Energie prohrála s týmem HC Oceláři Třinec.

### 2007/2008
Sáblík odehrál šest zápasů za tým HC Most, kde byl na střídavém startu. Za tým HC Energie Karlovy Vary odehrál 17 zápasů. V této sezóně postoupila Energie poprvé v historii až do finále play-off. Ve všech zápasech plnil roli jedničky mladší Lukáš Mensator, Lukáš Sáblík mu jistil záda jako dvojka.

### 2008/2009
Sáblík opět hrál střídavě za tým HC Most (16 zápasů) a Piráti Chomutov (1 zápas). V Karlových Varech se čím dál více prosazoval Lukáš Mensator, i proto odehrál Lukáš Sáblík pouze 8 zápasů. V play-off opět plnil roli dvojky, v ní ale získal svůj zatím jediný titul v ELH.

### 2009–2011
V době, kdy se Energii přestává dařit, dostal více šancí i Lukáš Sáblík. Za dvě sezóny nastoupil k 39 zápasům.

### 2011/2012
Na začátku sezóny přepustil pozici druhého brankáře v Karlových Varech Tomáši Závorkovi. Odešel proto do Znojma, ale i v rakouské EBEL Lize  plnil roli dvojky a odehrál pouze jeden zápas. Poté odešel do týmu HKm Zvolen, kde nastoupil k 11 zápasům. Ke konci sezóny se vrátil na výpomoc opět do Karlových Varů, kde ale neodehrál ani jeden zápas.

### 2012-2013
Sáblík odešel do Českých Budějovic, zde opět plnil roli druhého brankáře.

### 2013-současnost
Sáblík přestoupil do mateřské Dukly Jihlava, kde hraje do současnosti.